# Franska Division 1 1934/1935
Franska Division 1 1934/1935 vanns av FC Sochaux.

## Poängtabell
M = Spelade matcher; V = Vunna matcher; O = Oavgjorda matcher; F = Förlorade matcher; GM = Gjorda mål; IM = Insläppta mål; MSK = Målskillnad; P = Poäng
|  |                     |
|  | Franska mästare     |
|  | Nedflyttade Ligue 2 |

FC Sochaux franska mästare 1934/1935.